# Parque nacional de la Sierra de la Canastra
El Parque Nacional de la Sierra de Canastra o Serra da Canastra es uno de los parques nacionales brasileños más importantes, localizado en el Estado de Minas Gerais, donde se encuentra el nacimiento del río São Francisco.
Tiene forma de baúl y es de aquí de donde le viene su nombre pues canastra es un tipo de baúl antiguo. La cascada Casca d'Anta tiene aproximadamente 186 metros de altura, saliendo de un corte natural de la sierra de aproximadamente 144 metros, es decir, a altura de la sierra llega a los 330 metros. El río São Francisco nace 14 kilómetros antes.

## Río São Francisco
El río São Francisco nace en la Sierra de la Canastra, en el municipio de São Roque de Minas. La primera cascada Casca d'Anta está en el distrito de São José do Barreiro.

## Galería de fotos

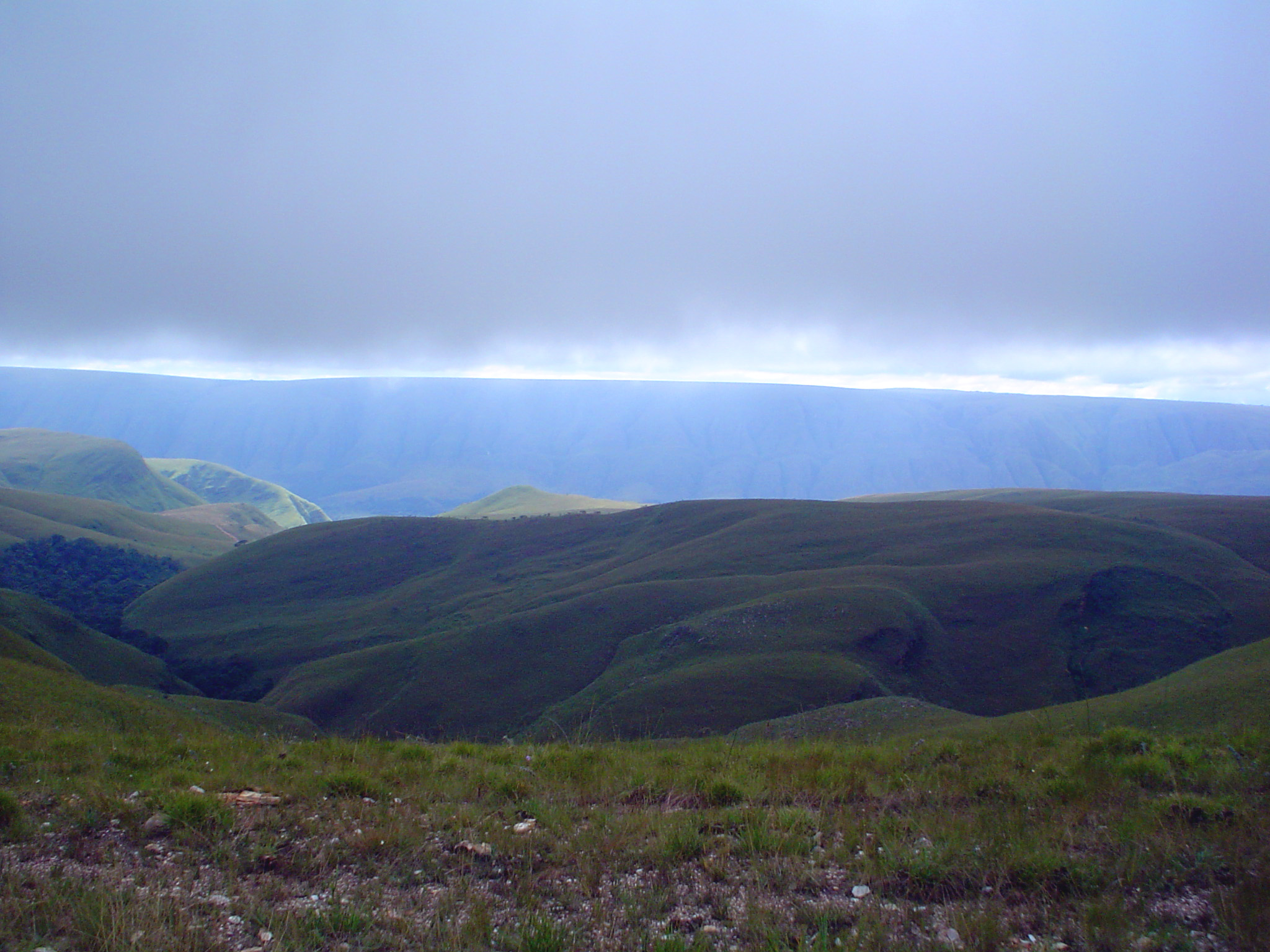
Vista do parque
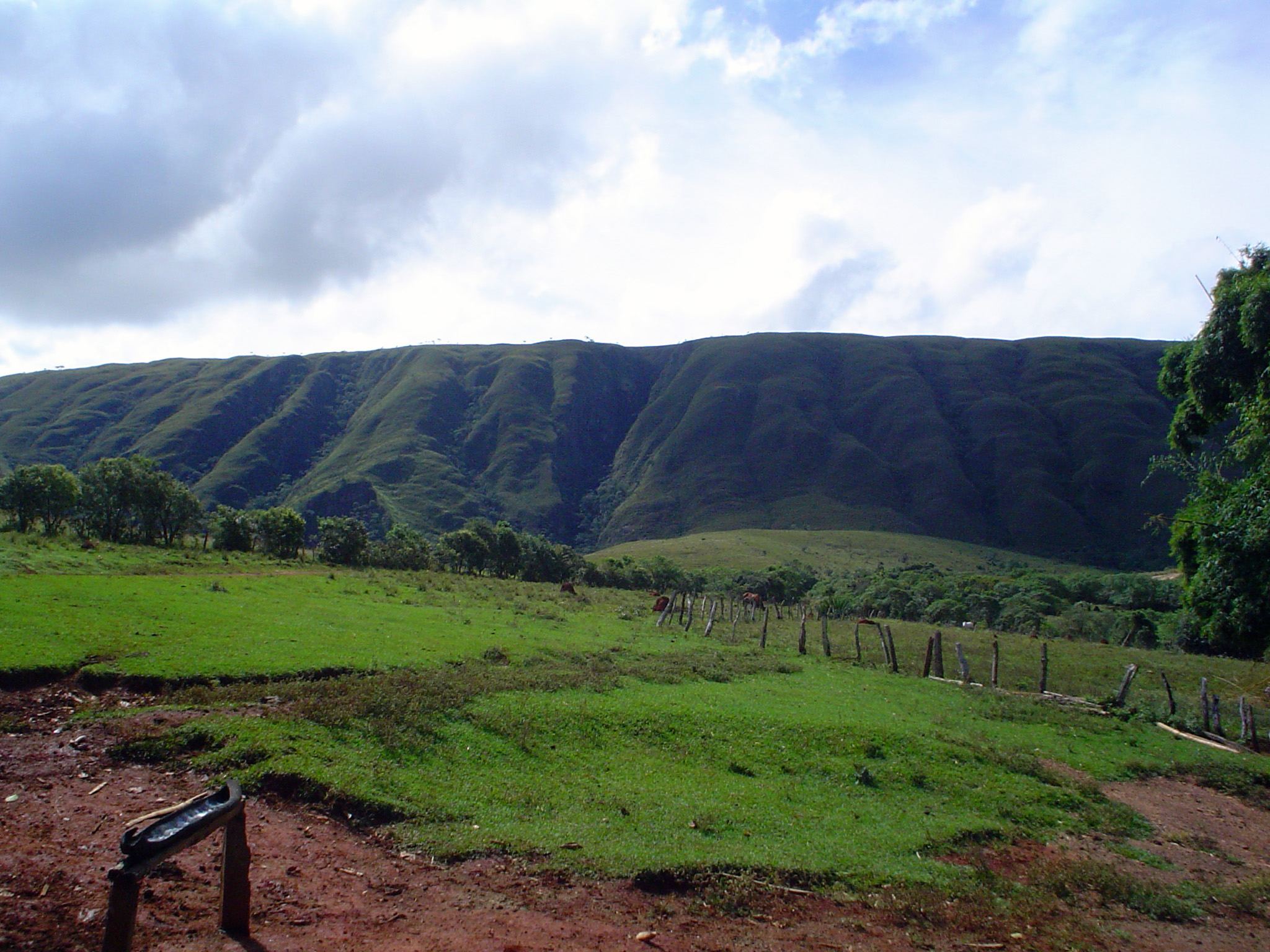
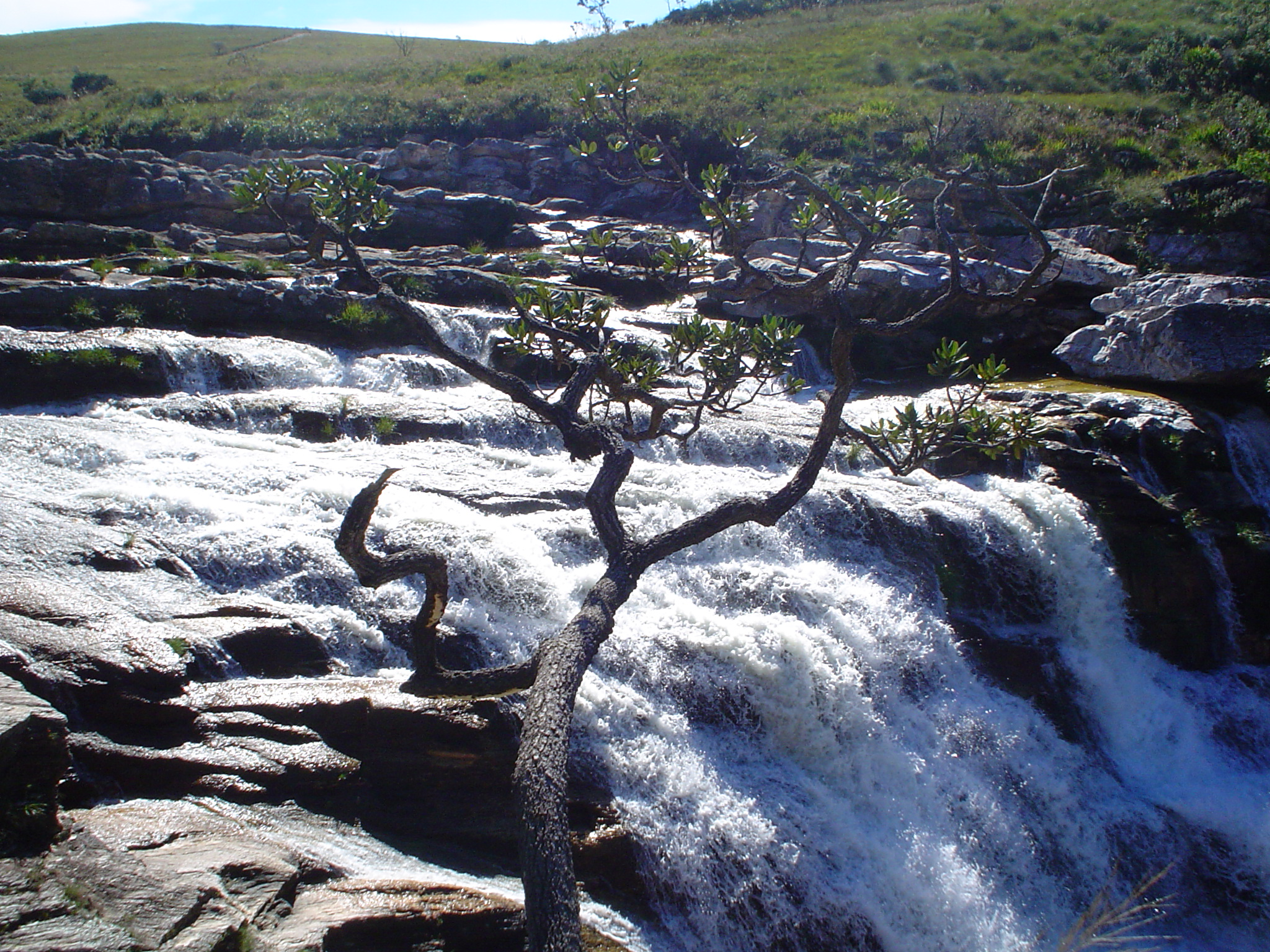
Cachoeira Acima da Casca d'Anta
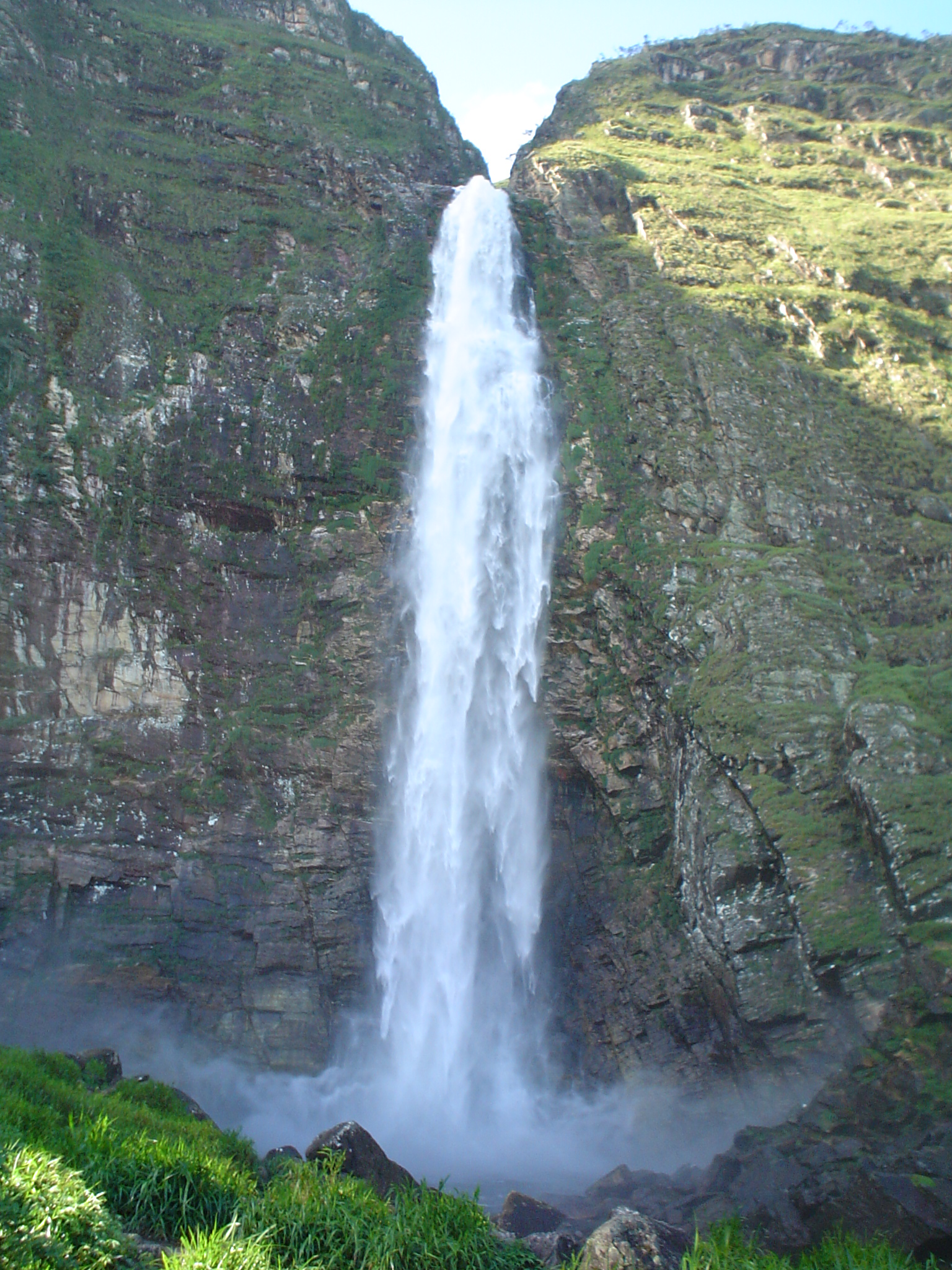
Cachoeira Casca d'Anta